# Leptochilus euleptochiloides
Leptochilus euleptochiloides är en stekelart som beskrevs av Giordani Soika 1977. Leptochilus euleptochiloides ingår i släktet Leptochilus och familjen Eumenidae. Inga underarter finns listade i Catalogue of Life.